# Anthobolus erythrocaulis
Anthobolus erythrocaulis är en tvåhjärtbladig växtart som beskrevs av Ferdinand von Mueller. Anthobolus erythrocaulis ingår i släktet Anthobolus och familjen Opiliaceae. Inga underarter finns listade i Catalogue of Life.